# 村山香月
村山 香月（むらやま かづき、1985年8月21日 - ）は、日本の女性声優、MC。千葉県出身。フリー。

## 略歴
尚美ミュージックカレッジ専門学校声優学科卒業、映像テクノアカデミア声優・俳優科プロクラス卒業。
2007年、テレビアニメ『結界師』で声優デビュー。その後、吹き替えやナレーション、NHK交響楽団メンバーによる定期演奏会、絵本朗読コンサートの読み聞かせ、様々なイベントのMCとして活動している。
以前はムーブマン、同人舎プロダクションに所属していた。

## 人物
趣味は茶道（裏千家）、紅茶専門店巡り、時代劇を見ること（鬼平犯科帳、必殺シリーズが大好き）。好きなものは絵本全般（特にはらぺこあおむし、フレデリック）、和のもの、着物、犬猫（特にシーズー）、自然があるところ。

## 出演

### テレビアニメ
- 結界師（2007年、刃鳥美希）
- BLEACH（2011年、子供たち）

### Webアニメ
- ドレッセ横浜十日市場「2人の新しい暮らし」（女同僚）

### ドラマCD
- 「ちーはぶるー」（山吹麻衣）
- 「Exorcist-エクソシスト- 闇尾払の華麗なる退魔述」（村椿睦美、チャイナ娘）

### ゲーム
- docomoエイタロウソフト「マジカルショット」
- docomo「エルヴァリエ 〜魔石の守護者〜」（ソフィ）
- iPhone、iPad「さなたっち」
- PlayStation Vita「VENUS PROJECT」（野月夜兎子、ポワロ）
- Nintendo Switch「おしゃべり！ホリジョ!撃掘〜アナ・ホリスキー宇宙を救うってなんでやねん〜」（メテオ・ヒーロー、ポタリアン星人）

### 吹き替え

#### 映画
- テラビシアにかける橋（エリー）
- キット・キトリッジ アメリカン・ガール・ミステリー（エレノア〈子ども〉）
- ハリー・ポッターと謎のプリンス（乗客女子4 他）

#### ドラマ
- シークレット・アイドル ハンナ・モンタナ（ナターシャ、少年、ミーヴァ）

#### アニメ
- くもりときどきミートボール（ケーキ女性 他）

### ナレーション
- 雑誌『president family(プレジデントファミリー)』付録DVD『横須賀学院』
- 和田商店『ピカッと光るゾウ消しゴム』店頭用ナレーション
- 和田商店『水で取るゾウ』店頭用ナレーション
- ミサワホーム東関東株式会社　大型分譲地「はるかの丘」紹介
- エイジスリサーチ株式会社 企業VP
- iSchoolちはら台教室 ipad操作説明
- ベストリハ株式会社　企業VP
- CAMPFIRE　webCM
- レック株式会社
  - 「防ダニふとん圧縮袋」
  - 「鏡のウロコ取りリキッド」
  - 「鏡のウロコ取りハンディ」
  - 「ガンコ油汚れ落とし」
  - 「ガンコ油用つけおき洗剤」
  - 「泡ででるセスキの激落ちくん」
  - 「まとまるヘアストッパー」
  - 「お風呂の排水口用ヘアーキャッチ」
  - 「赤カビくんセスキピカピカお掃除シート」
  - 「赤カビくん浴室除菌スプレー」
  - 「赤カビくんバスクリーナーショート伸縮」
  - 「黒カビくんカビとり泡スプレー」
  - 「黒カビくん乳酸カビとりスプレー」
  - 「黒カビくんカビとりジェル100ｇ」
  - 「黒カビくんカビとりジェル200ｇヘラ付き」
  - 「黒カビくん目地研磨ブラシ」
  - 「黒カビくん風呂フタ研磨ブラシ」
  - 「黒カビくん目地クリーナー」
  - 「黒カビくんカビとります」
  - 「黒カビくん天井カビとりワイパー」
  - 「カビ予防浴室用スプレー」
  - 「カビ予防天井・壁ワイパー」
  - 「プチタウン　ミニカーシリーズ、電車シリーズ」商品紹介
- 株式会社ネットビジョン「エレベーター救命ボックス昇太郎」
- プリントアウトカードゲーム「クロックワークメモリオン」制作プロモーション
- 株式会社アンプリー「ハイブリッド水素水生成器　クリスタルインパクト」商品紹介
- ネイルパートナー株式会社  「エースジェル ベースジェルノンズ」 「エースジェルLEDライト」 「マジェリック サンプル配布用DVD」  「マジェリックハンドメニュー、フットメニュー導入術」商品紹介
- 株式会社パトス ４DXOS取り扱い説明
- 「アスリート専用粉飴 マルトデキストリン」商品紹介
- 千葉テレビ「スポーツイチバン☆」
  - 028千葉明徳高等学校 チアリーディングHOPPERS
  - 029新体操 柴山瑠莉子選手・体操 花島なつみ選手
  - 031千葉経済大学附属高等校ソフトボール部 佐久間桃香選手、笠原朱⾥選手
  - 033「西武台千葉高校 栗原あかり選手・西武台千葉中学校 栗原琉夏選手」
  - 035「和洋国府台女子中学校 卓球部」「パラバドミントン日本代表　杉野明子選手」
- 千葉テレビ「GPリーグ ヤマハ発動機プログラミングコロシアム千葉地区大会」
- TOKYO MX2、とちぎテレビ、TOKYO MX2『Let's ゴルっち!』(2018年10月2日 - )

### 朗読
- アルノの会　朗読ライブVol.4「六月のエンジェル・・・ズ？」内「ヒアカムズザサン」 -　カオル 役、他
- アルノの会　朗読ライブVol.5「8月のセシボン」内、唯川恵作「帰省」他
- アルノの会　朗読ライブVol.15「8月のセシボン」内、藤沢周平作「約束」 -　おつな 役、他　平家物語「祇王」章段解説 -　とじ 役 語り
- アルノの会　例会　Vol.16プチお話会「五感で楽しむ言葉たち」
- 千葉市美浜文化ホール
  - 「NHK交響楽団メンバーによる室内楽シリーズ第4回定期演奏会朗読コンサート「くまとやまねこ」によせて
  - NHK交響楽団メンバーによる室内楽コンサートシリーズVol.5　絵本と音楽と朗読によるコンサート
  - 「スーホの白い馬」朗読、MC NHK交響楽団メンバーによる室内楽シリーズ第6回定期演奏会
  - クリスマス絵本コンサート「雪の女王」朗読、MC
  - NHK交響楽団メンバーによる第7回定期演奏会 絵本朗読コンサート「かえるの竹取物語」朗読、MC
  - NHK交響楽団メンバーによる第８回定期演奏会 朗読絵本コンサート「5ひきのすてきなねずみ おんがくかいのよる」朗読、MC
  - 千葉市美浜文化ホール開館10周年記念事業 美浜芸術祭　絵本朗読コンサート「スーホの白い馬」「5ひきのすてきなねずみ おんがくかいのよる」朗読、MC
  - 若手演奏家たちによる絵本朗読コンサート「5ひきのすてきなねずみ ひっこしだいさくせん」朗読、MC
- 千葉市若葉文化ホール
  - NHK交響楽団メンバーによる室内楽コンサート絵本朗読コンサート 5ひきのすてきなねずみ おんがくかいのよる/朗読、MC
- みなとみらいホール
  - 「ハマのJACK2013「夏」第19回演奏会≪ロシア～ピーターと狼～≫」朗読
  - 「ハマのJACK2015「夏」ファミリー室内楽コンサート「スペイン」」朗読、MC
  - 「ハマのJACK夏公演2016ファミリー室内楽コンサート「ロシア」」朗読、MC
- 平家物語
  - 睡足軒の森　文化の祭典　声に出して楽しむ平家物語 -　与一 役　群読
  - 新座市中央公民館にて「朗読　平家物語から」章段解説　群読
  - 若松地域センターにて　新宿区地域協働助成事業　平家物語に親しむ会　章段解説　群読
  - 睡足軒の森　文化の祭典　声に出して楽しむ平家物語〜紅葉ライトアップ夜間特別開園〜　章段解説　群読
  - 睡足軒の森　文化の祭典 声に出して楽しむ平家物語〜清盛に翻弄された女たちと壮絶な最後〜 章段解説　祇王の母
  - NPO法人朗読文化研究所にて　声に出して楽しむ平家物語 -　敦盛 役・群読　
  - 埼玉県新座市　畑中公民館主催講座　「ちょいそこ学級」　＜美しい日本語を読もう＞語り

### ボイスオーバー
- 「未確認モンスターを追え！」♯27『中国の野人イエレン』（ヒストリーチャンネル）（助手・通訳 役）

### MC
- トークショー、インストアライブ、クラシックコンサート、お笑いライブ、子ども向けイベント等　他多数
- 生放送ショッピングチャンネル『ジュエリーGem Shopping TV』（スカパー！243チャンネル）

### ラジオ番組
- 「COLORS」（FM世田谷CRC＋） -　ラジオパーソナリティ〈アシスタント〉

### ディスコグラフィ
- CS放送局キッズステーション（ハッピー!クラッピー内ハッピーソング11月のうた「いち・にッ・さんぽ」）
  - 「D-Rabbit3」『ラ・セデュィゾン』
  - 「D-Rabbit4」『並木道』
  - 「D-Rabbit5」『Flux』

### VP
- JA共済 -　OL役